# William Z. Ripley
William Zebina Ripley (Medford, Massachusetts, 13 de outubro de 1867 – Edgecomb, 16 de agosto de 1941) foi um economista e antropólogo físico estadunidense, conhecido enquanto economista por suas críticas ao sistema ferroviário em seu país e às práticas de especulação financeira em Wall Street, e enquanto antropólogo pela organização do livro The Races of Europe.
Na antropologia física, notoriamente rivalizou com Joseph Deniker.